# Ivan Sracimir di Bulgaria
Ivan Sracimir di Bulgaria (in bulgaro Иван Срацимир?; fl. XIV secolo) è stato un sovrano bulgaro che fu zar di Bulgaria dal 1393 al 1396.

## Biografia
Era il terzo figlio dello zar Ivan Alessandro e della sua prima moglie, la principessa Teodora.
Dopo la morte del fratello maggiore Michele Asen, divenne co-imperatore di Bulgaria dal 1355 al 1360. Quando nel 1365, il padre designa il suo successore, viene diseredato in favore del fratellastro Ivan Šišman, figlio maggiore dello zar con la sua seconda moglie.
Ivan si costituì un principato autonomo nella città di Vidin che venne occupata dagli ungheresi il 2 giugno 1365. Cinque anni dopo ottenne la sovranità come vassallo del re Sigismondo di Lussemburgo. Prese pertanto il titolo di zar di Vidin battendo moneta a suo nome.
Alla morte del padre, nel 1371, occupò brevemente Sofia e tentò di recuperare la sua ereditarietà bulgara.
Nel 1388, l’anno precedente la battaglia di Kosovo Polje, mentre Ivan Šišman affrontava la spedizione di Ali Pascià e le truppe ottomane occupavano la Bulgaria fino ai suoi confini, riconobbe la sovranità del sultano Murad I.
Partecipò alla spedizione delle truppe ungheresi e occidentali che si affermarono, il 15 settembre 1396 alla battaglia di Nicopoli. Dopo la vittoria, gli ottomani annetterono Vidin e Ivan venne relegato in  Asia Minore dove morì in una data sconosciuta. Con lui ebbe termine il secondo Impero bulgaro (anche se il figlio, Costantino II, resistette per alcuni anni nella roccaforte di Vidin).